# Valerie Oberhof
Valerie Oberhof (* 26. Oktober 1976 in München) ist eine deutsche Sängerin und Schauspielerin.

## Leben
Valerie Oberhof studierte von 1997 bis 2001 Schauspiel an der Universität der Künste Berlin. Im Anschluss war sie mit verschiedenen Engagements am Deutschen Theater Göttingen, an der Staatsoper Stuttgart sowie am Meininger Theater engagiert. Seit 2006 arbeitet sie als freischaffende Schauspielerin. In Berlin arbeitet sie am Hebbel-Theater, in den Sophiensälen und am Deutschen Theater Berlin.
2018 gründete Oberhof mit Ulf Steinhauer aka Django Boogiebastard Silbermann (Los Banditos) die deutschsprachige Rockband „Bonnie und die Scotts“.
Seit 2018 ist sie die Frontfrau derselbigen Formation:
- Bonnie Val Scott – Gesang//
- Joey Schwarz – Keys//
- Django BB Silbermann – Bass//
- Sven Franzisco – Drums

Im November 2020 folgte der Release des ersten Albums „Bonnie und die Scotts“
Oberhof lebt in Berlin. Im Februar 2021 gehörte sie zu den Unterzeichnenden des Manifest #ActOut.

## Filmografie
- 1987: Blutorange[4]